# Ned's Newt
Ned's Newt (en Hispanoamérica como El lagartijo de Ned y en España como El tritón de Ned) es una serie animada canadiense-alemana creada por Andy Knight y Mike Burgess y coproducida por Nelvana.
La serie estrenó en Canadá el 17 de octubre de 1999 en Teletoon.

## Sinopsis
La serie comienza con Ned Flemkin, de 9 años, que finalmente reúne suficiente dinero para comprar una mascota. Sin embargo, al llegar a la tienda de mascotas, lo único que puede pagar es un tritón. Ned llama a su nueva mascota "Newton", pero la cansa rápidamente ya que Newton yace sobre la roca en su tazón. Al quejarse con el dueño de la tienda de mascotas de que su nueva mascota no es muy activa, el dueño le da a Ned una lata de comida para mascotas, pero le advierte que no le dé demasiado a su mascota. Ned alimenta un poco a Newton, pero Newton no hace nada. Ned deja la lata junto al cuenco de Newton y se va a la cama.
En la noche, Newton come demasiado de la comida y de repente empieza a crecer y crecer hasta convertirse en un monstruo alocado. Es desde entonces cuando Ned empieza a vivir grandes aventuras en compañía de Newton.